# Le Prince Riri
Les Aventures de son altesse le prince Riri, ensuite dénommées Son Altesse Riri puis le Prince Riri sont une série de bande dessinée par Willy Vandersteen. Ce sont les aventures humoristiques d'un jeune prince. Elles paraissent dans le Journal de Tintin de 1954 à 1960. Trois albums en sont publiés par Magic Strip en 1981-1982, puis quatre albums par les éditions Standaard de 1994 à 1997.

## Trame
Riri est un jeune prince gentil et débonnaire. Comme tous les petits garçons de son âge, il veut surtout jouer, au grand dam de son précepteur, et à la joie de ses sujets.

## Historique de la série
Les aventures du prince Riri par Willy Vandersteen commencent par paraître discrètement sous forme de strips en bas de page de l'hebdomadaire Tintin en 1953 dans l'édition belge, en 1954 dans l'édition française. Elles prennent ensuite une pleine page, et ces gags paraissent dans Tintin jusqu'en 1959 en Belgique, 1960 en France.
Plusieurs gags de Riri paraissent aussi en anglais dans Tintin, pour « ne pas bronzer idiot ».
Cette série est publiée en trois albums par Magic Strip en 1981 et 1982, sous le titre générique le Prince Riri. Les éditions Standaard les publient à leur tour, de 1994 à 1997, en y ajoutant un quatrième album.
Christian Denayer redessine en 1982 pour le journal Tintin un gag de cette série, préalablement dessiné par Vandersteen en 1954. Les deux paraissent côte à côte en 2016 dans La Grande Aventure du journal Tintin.

## Jugements sur la série
Dans le classement par les lecteurs de Tintin, le Prince Riri devance Chick Bill, au grand désappointement de son auteur, Tibet.
Selon l'avis d'un journaliste du Nouvel Observateur lors de sa publication en albums, cette série est « une débilité » qui avait eu tout de même « son heure de gloire à une certaine époque ».
En revanche, Patrick Gaumer émet un jugement positif sur cette série à l'« humour bon enfant, empreint d'un délicieux nonsense » pour une « saga subtile et poétique ». Il estime que le graphisme de Willy Vandersteen pour cette série est très « ligne claire ».

## Albums
1. Le Prince Riri, tome 1, Magic Strip, 1981.
2. Le Prince Riri, 2, Magic Strip, 1981.
3. Le Prince Riri, 3, Magic Strip, 1983.

Réédition en couleur :
1. Le Prince Riri, t. 1, Standaard, 1994.
2. Le Prince Riri, 2, Standaard, 1995.
3. Le Prince Riri, 3, Standaard, 1996.
4. Le Prince Riri, 4, Standaard, 1997.